# Oxira ruficauda
Oxira ruficauda là một loài bướm đêm trong họ Noctuidae.